# English Pale Ale

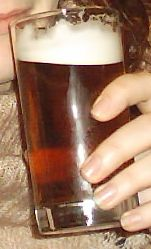
Copo de uma English Pale Ale

English Pale Ale ou Bitter são cervejas britânicas do estilo Pale Ale que variam a cor de dourado a âmbar escuros e em força de 3% a 7% de álcool por volume.
Bitter pode ter uma grande variedade de força, sabor e aparência, do âmbar escuro para o dourado. Bitters mais fracos de 3% ABV - são conhecidas  como Boys Bitter - e as mais fortes de 7% como premium ou strong bitters. A cor pode ser controlada por meio da adição de corantes de caramelo.
Por volta de 1703, o termo Pale Ale começou a aparecer para descrever a cerveja feita com malte torrado pela queima do coque. Em 1784 apareceu um anúncio no Diário Calcutá para uma pale ale. Em 1830, as expressões "bitter" e "pale ale" eram sinônimos. Cervejarias tenderiam a designar cervejas como pale ale, embora os clientes geralmente se referiam às mesmas cervejas como bitter.